# Jean-Claude Leguay
Pour les articles homonymes, voir Leguay.
Jean-Claude Leguay est un acteur français né en 1955.

## Biographie
Il a suivi les cours au Conservatoire National Supérieur d'Art Dramatique (promotion 1978).

## Filmographie

### Longs métrages
- 1985 : Scout toujours... de Gérard Jugnot : Georges
- 1987 : Attention bandits ! de Claude Lelouch
- 1987 : Association de malfaiteurs de Claude Zidi : Daniel Boutineau
- 1987 : Le Moustachu de Dominique Chaussois : Le jeune homme
- 1988 : L'Étudiante de Claude Pinoteau : Charly
- 1989 : La Salle de bain de John Lvoff
- 1990 : Rendez-vous au tas de sable de Richard Gotainer
- 1991 : Swing Troubadour de Bruno Bayen
- 1991 : Une époque formidable... de Gérard Jugnot : l'antivol
- 1992 : Vieille canaille de Gérard Jourd'hui : le caissier
- 1992 : Et demain ... Hollywood de Jean-François Villemer
- 1996 : Messieurs les enfants de Pierre Boutron : Eric
- 2002 : L'Adversaire de Nicole Garcia : le magistrat à la déposition
- 2003 : Le Coût de la vie de Philippe Le Guay
- 2003 : Mais qui a tué Pamela Rose ? d'Éric Lartigau : Le chef démineur
- 2008 : L'instinct de mort de Jean-François Richet : Tabacoff
- 2014 : À l'abri de la tempête de Camille Brottes Beaulieu
- 2014 : Brèves de comptoir de Jean-Michel Ribes : La Tonne
- 2017 : Jusqu'à la garde de Xavier Legrand : André
- 2017 : Je voulais juste rentrer chez moi (téléfilm) d'Yves Rénier : Jean Dils
- 2018 : Tout ce qu'il me reste de la révolution de Judith Davis : Vincent
- 2019 : Une intime conviction d'Antoine Raimbault : Maître Debuisson
- 2020 :  Hortense (téléfilm) de Thierry Binisti : Papou

### Fictions interactives
- 1986 : 14 contre 1 (Frame up) de Laurent Heynemann : Eddy

## Doublage

### Cinéma

#### Films
- Ray Winstone dans :
  - Retour à Cold Mountain (2003) : Teague
  - Les Infiltrés (2006) : Arnold « Mr. French » French

- 2004 : Kill Bill : Volume 2 : le révérend Harmony (Bo Svenson)[1]
- 2005 : Oliver Twist : Bill Sykes (Jamie Foreman)
- 2011 : Route Irish : Walker, le collaborateur de Haynes (Geoff Bell)
- 2012 : Bel-Ami : Charles Forestier (Philip Glenister)
- 2019 : Dark Waters : Wilbur Tennant (Bill Camp)
- 2020 : La Mission : Merritt Farley (Thomas Francis Murphy)

#### Film d'animation
- 2012 : Le Lorax : O'Hair[2]

### Télévision

#### Séries télévisées
- 2013 : Jo : Charlie (Sean Pertwee)
- 2020 : Life (en) : Robert (David Troughton (en)) (mini-série)
- 2021 : Dom : ? (?)
- 2022 : La Disparue de Lørenskog : Tom Hagen (Terje Strømdahl (no)) (mini-série)
- 2024 : Lost Boys and Fairies : Emrys (William Thomas (en)) (mini-série)

#### Série d'animation
- 2015 : Objectivement : le verre à whisky et le cendrier

## Théâtre
- 1973  : Le Marchand de Venise de William Shakespeare / mise en scène : Marcelle Tassencourt
- 1975  : Service non compris de Fabrice Eberhard

- 1977  : Le Songe d'une nuit d’été de William Shakespeare / mise en scène : Petrika Ionesco
- 1979  : La Famille Deschiens de Jérôme Deschamps / mise en scène : Jérôme Deschamps
- 1984  : Le Héron de Vassili Axionov / mise en scène : Antoine Vitez
- 1985  : Games de Philippe Fretun
- 1987  : Fragment de théâtre I - Fragment de théâtre II de Samuel Beckett / mise en scène : Jean-Yves Chatelais
- 1988  : Jock de Jean-Louis Bourdon / mise en scène : Marcel Maréchal
- 1991  : Mesure pour mesure de William Shakespeare / mise en scène : Peter Zadek
- 1992  : La Nuit des rois de William Shakespeare / mise en scène : Charles Tordjman
- 1993  : Adam et Ève de Mikhaïl Boulgakov / mise en scène : Charles Tordjman
- 1995  : L'Opéra de quat’sous de Bertolt Brecht / mise en scène : Charles Tordjman
- 1996  : La Chasse aux rats de Peter Turrini / mise en scène : Michel Didym

- 1997  : Comédie fluviale de Ged Marlon / mise en scène : Ged Marlon
- 1998  : Rimmel de Jacques Serena / mise en scène : Joël Jouanneau

- 1999  : Bastringue à la Gaieté théâtre d'après Karl Valentin / mise en scène : Daniel Martin

- 1999  : Les Oranges d'Aziz Chouaki / mise en scène : Laurent Vacher

- 2003  : Dickie d'après William Shakespeare / mise en scène : Joël Jouanneau

- 2005  : Xu conception : Jean-Claude Leguay
- 2005  : L'utopie fatigue les escargots de Serge Valletti
- 2007  : Port du casque obligatoire de Klara Vidic / mise en scène : Fred Cacheux
- 2007  : Silence des communistes de Vittorio / mise en scène : Jean-Pierre Vincent
- 2009  : La Nuit des rois de William Shakespeare / mise en scène : Jean-Louis Benoît
- 2009  : Oxu conception : Jean-Claude Leguay, Christiane Murillo, Gregoire Oestrmann
- 2012 : Merlin l’enchanteur de Florence Delay et Jacques Roubaud / mise en scène : Julie Brochen et Christian Schiaretti
- 2012 : Nouvelle comédie fluviale de Ged Marlon / mise en scène : Ged Marlon

- 2023 : Cahin Caha de Serge Valletti, mise en scène Gilbert Rouvière, Festival off d'Avignon, La Scala Provence